# Блакитна дивізія
250-та Іспанська «Блакитна» піхотна дивізія (нім. 250. Infanterie-Division (span.) або нім. Blaue Division, ісп. División Española de Voluntarios або ісп. División Azul) — піхотна дивізія Вермахту, що комплектувалася виключно іспанськими добровольцями, та билася за часів Другої світової війни на Східному фронті.

## Формування
Аби відкрито не втягувати Іспанію у Другу світову війну на боці Гітлера і водночас зміцнити режим Фаланги і забезпечити безпеку країни, Франсіско Франко зайняв становище збройного нейтралітету, надавши Німеччини на Східному фронті дивізію добровольців, які виявили бажання боротися на стороні німців проти Радянського Союзу. Де-юре Іспанія зберігала нейтралітет, до союзників Німеччини не входила і війну СРСР не оголошувала. Дивізія здобула свою назву за синіми сорочками — формою Фаланги.
Міністр закордонних справ Суньер, оголошуючи 24 червня 1941 року про формування «Блакитної дивізії», сказав, що СРСР винен в іспанській громадянській війні, в тому, що ця війна затягнулася, у тому, що були масові розстріли, що були позасудові розправи. За погодженням із німцями була змінена присяга — вони присягали на вірність не фюреру, а клялися боротися проти комунізму.

Формулювання, перекладена на іспанську полковником Тронскос, звучала так:
Клянетеся ви перед Богом і вашою іспанською честю в абсолютній вірності Главі німецької Армії Адольфу Гітлеру в боротьбі проти комунізму, і клянетеся ви боротися як хоробрі солдати і віддати ваше життя будь-якої миті, щоб виконати цю клятву?
Мотивації у добровольців були різні: від бажання помститися за загиблих у громадянській війні близьких до бажання сховатися (у колишніх республіканців, їх було мінімум від загального числа солдатів дивізії — вони, як правило, і склали згодом основну масу перебіжчиків на бік Червоної армії, в результаті перебіжчики провели як і всі військовополонені зі складу «Блакитної дивізії» максимальний термін в трудових таборах, їх не заохочували і не виділяли із загального числа, вони сиділи, як і всі). Перший склад дивізії був сформований в основному з добровольців-фалангістів, а також в меншій мірі з людей, які щиро бажали спокутувати своє республіканське минуле або — подібно до Луїса Ґарсії Берланґа — полегшити долю своїх родичів з республіканським минулим. Мало хто керувалися корисливими міркуваннями (перший склад дивізії був виключно в своїй масі фалангісти) — військовослужбовці дивізії отримували пристойну на ті часи платню в Іспанії, плюс платню німецького уряду (відповідно 7,3 песети від іспанського уряду і 8,48 песет від німецького командування в день).
26 червня керівники Фаланги в іспанських провінціях отримали циркуляр, в якому позначалися критерії для набору добровольців: вони повинні були бути членами Фаланги або військовими у віці від 20 до 28 років.
75 % контингенту повинні були бути сформовані з колишніх учасників громадянської війни, і 25 % — інші добровольці. За даними критеріями був сформований перший склад дивізії.
За спогадами, багато солдатів другого складу були не просто добровольцями, а фактично цілеспрямовано покликаними. Також і політично неугодні режиму люди повинні були відправитися на фронт. Але надалі, за винятком першого складу дивізії, набір проводився з кадрових військових.

Колишній голова братства і один з ветеранів дивізії так розповідав про свій шлях до її лав:
У мене ідеології не було ніякої. Я спокійно жив під Теруель, прилетів літак радянського виробництва, скинув радянську бомбу. І, швидше за все, льотчик був радянський. Загинула вся моя сім'я. Я повторюю: мені ось в той момент було 14 років. До моменту початку війни з Радянським Союзом мені було 17 років. Звичайно, я хотів помститися. І я поїхав до Росії повернути борг відплати за її злочини в Іспанії.
13 липня 1941 дивізія, яка налічувала 18 693 людини (641 офіцер, 2272 унтер-офіцера, 15 780 нижніх чинів), під командуванням ветерана громадянської війни генерала Агустіна Муньос Грандес відбула з Мадрида і була переведена в Німеччину для пятитижневої військової підготовки на навчальному полігоні в місті Графенвьор.
Там (31 липня, після прийняття присяги) вона була включена до складу вермахту як 250-та піхотна дивізія. Для забезпечення відповідності штату дивізії німецькій системі дивізія була незабаром переформована за стандартною для вермахту триполковою структурою.
Особовий склад «зайвого» полку був розподілений до інших полків дивізії, які отримали назви «Мадридського», «Валенсії» і «Севільського» (за місцем проживання більшої частини добровольців у цих полках). Кожен піхотний полк складався з трьох батальйонів (по чотири роти) і двох рот вогневої підтримки.
Артполк дивізії складався з чотирьох батальйонів (по три батареї). З частини вивільненого особового складу був сформований штурмовий батальйон, озброєний, в основному, пістолетами-кулеметами. Згодом, після великих втрат цей батальйон був розформований. З добровольців-льотчиків була сформована «Блакитна ескадрилья» (Escuadrillas Azules), озброєна літаками Bf 109 і Fw 190. На рахунку льотчиків ескадрильї — 156 збитих радянських літаків.
Також до складу дивізії входили 1 тис. членів Португальського легіону «під іспанським прапором».
28 серпня 1941 дивізія прибула по залізниці в м. Сувалки (Польща), звідки вона повинна була зробити 900-кілометровий піший марш до Смоленська, а потім — під Москву. 26 вересня, перебуваючи на марші під Вітебськом дивізію було перенаправлено під Ленінград, де була включена до складу німецької 16-ї армії (Групи армій «Північ»).
За весь час існування дивізії через її лави пройшли більше 40 тисяч чоловік (за іншими джерелами і оцінками — більше 50 тис.).
Колишні офіцери Російської імператорської армії, які воювали за Франко і отримали громадянство в кінці 1939 року, пробували вступити в дивізію. З 28 чоловік, поданих загальним списком, взяли приблизно половину. Вступ ускладнювалося німецькими заборонами: хоча іспанці і дуже потребували перекладачів, німці старанно забороняли белоемігрантам служити в рядах вермахту, не довіряючи російським націоналістам. Один з ветеранів дивізії, емігрант Володимир Іванович Ковалевський, який пройшов п'ять війн, залишив різко критичні мемуари про свою службу в іспанській дивізії.

## Бойові дії
З жовтня 1941 року до серпня 1942 дивізія займала позиції північніше і південніше Новгорода по р. Волхов і оз. Ільмень (50 км ділянку фронту). Штаб дивізії розташовувався недалеко від Новгорода в селі Григорова. Потім дивізія була переведена під Ленінград і заступила на позиції в районі р. Іжора (Пушкін, Колпіно, Червоний Бор). Відтоді дивізією командував генерал Еміліо Естебан.

Плануючи операцію «Полярна зірка» радянське командування розглядало «Блакитну дивізію» як слабку ланку німецької оборони. Зокрема, командарм 55-ї армії В. П. Свиридов був про іспанців такої думки:
Набрід, хлюпики сопливі. Завшивлені, обморожені, клянуть той день, коли виявилися в Росії … Тепер я покажу їм. Як тільки візьмемо Червоний Бор, пущу стрілецьку бригаду через Неву у фланг … Зараз німці не ті, та й ми інші.
Однак, з 10 лютого по 2 квітня 1943 року «Блакитна дивізія» витримала два удари багаторазово переважаючих сил радянської 55-ї армії і, зазнавши величезних втрат, змогла утримати займані позиції. На ділянці фронту під Червоним Бором довжиною майже в 6 кілометрів, чотири радянських дивізії (приблизно 44 тисячі чоловік) і 2 танкових полки не змогли прорвати оборону іспанців (близько чотирьох з половиною тисяч чоловік). Радянські війська понесли на цій ділянці великих втрат. Втрати іспанців тільки за день боїв склали більше 2 тис. бійців убитими і пораненими. На зміну розбитим частинам іспанської дивізії підійшли підрозділи двох німецьких дивізій, 212-й і 215-й. Детальніше. Красноборська операція (1943). Ще в Польщі проявилося особливе ставлення іспанців до дисципліни. Кілька солдатів пішло в самоволку в цивільному одязі і були затримані гестапо — через свою зовнішність вони були прийняті за євреїв. Товариші звільнили своїх після перестрілки. Про дисципліну в дивізії говорить і такий факт:
… бургомістр Новгорода Федір Іванович Морозов загинув від рук іспанського солдата з «Блакитної дивізії». Влада організувала видачу молока вагітним жінкам. Щоранку стояла черга, в яку потихеньку стали прилаштовуватися солдати «Блакитної дивізії». Вони мирно стояли упереміш з вагітними жінками, не вимагаючи собі зайвого. Отримували загальну норму і чинно віддалялися. Але бургомістр Морозов, обурений тим, що молока катастрофічно не вистачає, якось прийшов в управу в стані середнього алкогольного сп'яніння і спустив одного з іспанців зі сходів стусаном під зад. Перерахувавши носом усі сходинки, іспанець схопився і розрядив в міського голову магазин свого пістолета …
Володимир Ковалевський спілкувався з вбивцею міського голови в кінці 1941 року: "Я все ще думав, що це жарт, але він серйозно мені відповів: "Я вбив alcalde (міського голову) міста Новгорода". І, не чекаючи моїх розпитувань, став детально розповідати всі подробиці цього злочину. Прийшов він зі своїм приятелем грабувати і хотів зняти перстень з руки міського голови; той став захищатися: "А я тоді підняв гвинтівку і вистрілив. Не міг же я дозволити, щоб росіянин міг образити мого приятеля … «Ясно і просто. „Я не думаю, щоб за це йому було велике покарання, — втрутився в розмову один із жандармів. — По-перше, він діяв в стані законної самооборони, а по-друге, велика річ, одним росіянином більше або менше ...“». Це поєднання високої боєздатності і нехлюйства було відзначено після бою в Червоному Бору висловлюванням генерала Гальдера:
Якщо ви побачите німецького солдата неголеного, в розстебнутій гімнастерці і під мухою, не поспішайте його заарештовувати — швидше за все, це іспанський герой.
Ця фраза досі висить в клубі ветеранів Блакитної дивізії в Мадриді.

## Фінал бойового шляху
Через сильний зовнішньополітичний тиск Франсіско Франко 20 жовтня 1943 ухвалив рішення про виведення «Блакитної дивізії» з фронту і розформування з'єднання. Однак, багато іспанців відмовилися повертатися додому, і 3 листопада 1943 року вже уряд Іспанії наказав своїм громадянам повернутися в країну. Навіть після цього на Східному фронті залишилося близько 2 тис. іспанців, в основному фалангістів, з яких був сформований добровольчий «Блакитний легіон» під німецьким командуванням. Пізніше його чисельність збільшилася до 3 тис. вояків за рахунок добровольців, що перебиралися через кордон Іспанії в районі французького міста Люрд. Після того, як Франко почав переговори з країнами антигітлерівської коаліції, велика частина військовослужбовців «Блакитного легіону» була репатрійована німцями 21 березня 1944 року. Решта кількасот іспанців вступили до військ СС і воювали до самого кінця війни. В оточеному Берліні до капітуляції боролося 7 тис. іспанців.

## Командування

### Командири
- Генерал-лейтенант Агустін Муньйос Грандес (ісп. Antonio Muñoz Grandes) (20 липня 1941 — 13 грудня 1942);
- Генерал-лейтенант Еміліо Естебан-Інфантес (ісп. Emilio Esteban-Infantes Martín) (13 грудня 1942 — 20 жовтня 1943).

## Нагороджені дивізії
Нагороджені дивізії
|  | Кавалери Золотого Німецького Хреста                           | 2                                                         |
|  | Кавалери Лицарського хреста Залізного хреста з Дубовим листям | 1 (№ ? генерал-лейтенант А. Муньйос Грандес — 13.12.1942) |
|  | Кавалери Лицарського хреста Залізного хреста                  | 1                                                         |
|  | Кавалери Залізного Хреста 1-го класу                          | 138                                                       |
|  | Кавалери Залізного Хреста 2-го класу                          | 2 359                                                     |
|  | Кавалери Хреста Воєнних заслуг з мечами                       | 2 216                                                     |

## Чисельність
Якщо на початку війни, у 1941 році, чисельність дивізії складала близько 18 тис. осіб, то у 1944 році її чисельність впала до 2-3 тис.

## Відео
- Spaniards in WW2 (Blue Division and SS volunteers, 1941—1945) [Архівовано 26 квітня 2014 у Wayback Machine.]
- DIVISION AZUL. EMBAJADORES EN EL INFIERNO [Архівовано 27 березня 2013 у Wayback Machine.]